# 史記·廉頗藺相如列傳

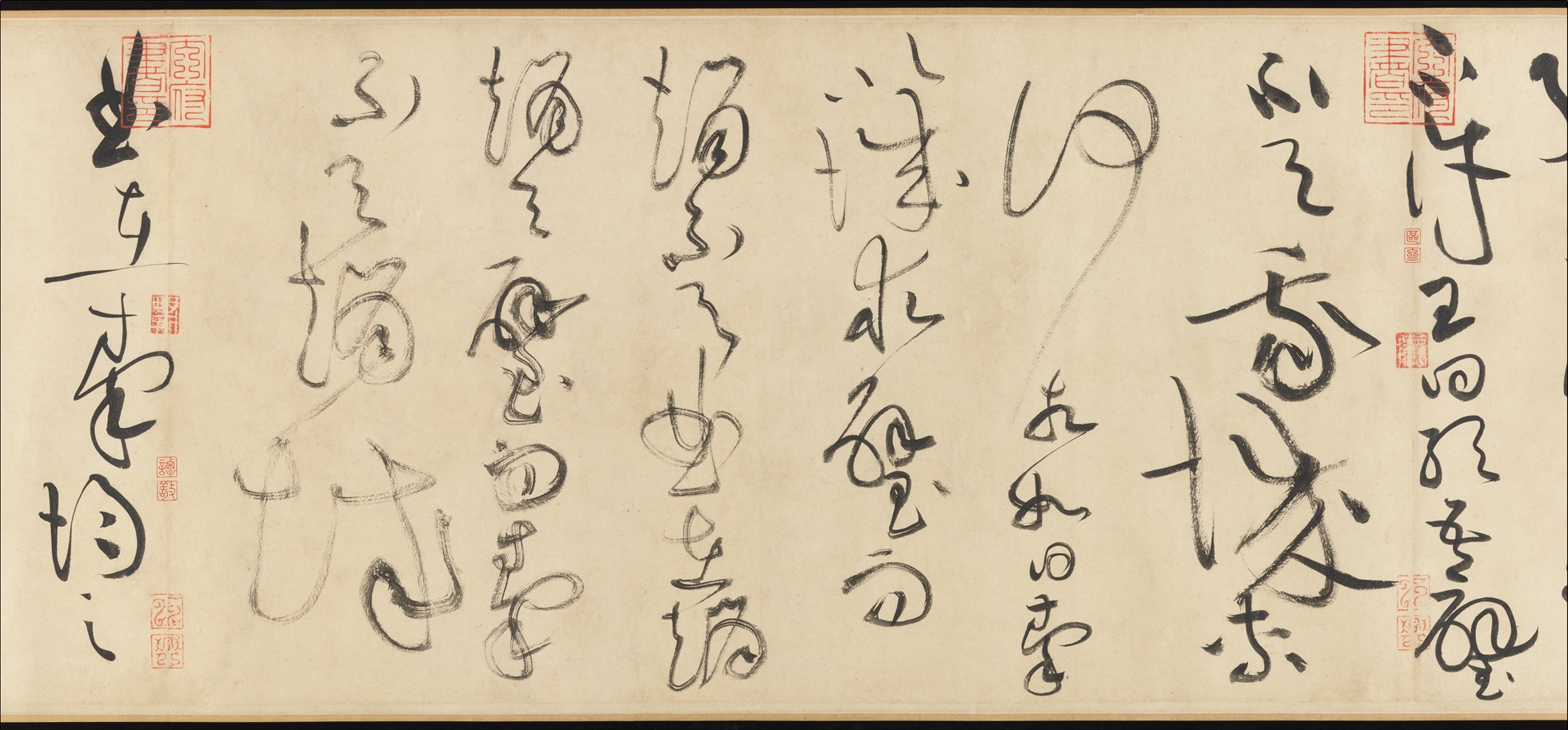
黃庭堅草書《廉頗藺相如列傳》

《廉頗藺相如列傳》是西漢司馬遷所撰的一篇史家散文，見《史記》卷八十一，載廉頗、藺相如、趙奢、李牧四人之事。四人都為戰國時的賢臣名將，《列傳》中記載事跡「完璧歸趙」、「澠池之會」、「負荊請罪」等故事都相當著名。司馬遷在編寫的時候著力突顯出各人的個性和品格。明鍾惺評曰：「以廉頗、蘭相如主名，中間趙奢、李牧周旋穿插，斷續無痕，只如一人。」
1993年至2006年、2018年至今，本列傳「廉頗者……為刎頸之交」一段獲香港教育統籌局及考評局列作香港中學會考、香港中學文憑考試中國語文科(舊)26組、(新)12組範文之一。